# Marianne Bernadotte
Marianne Bernadotte (Helsingborg, 15 de julio de 1924-Estocolmo, 16 de mayo de 2025) también conocida como princesa Marianne Bernadotte, fue una actriz, ícono de la moda y filántropa sueca que en 1961 se casó con Sigvard Bernadotte, el segundo hijo de Gustavo VI Adolfo de Suecia. Desde la muerte de Gunnila Bernadotte en 2016, fue la última tía superviviente del actual rey de Suecia, Carlos XVI Gustavo. Está incluida oficialmente en la familia real sueca y, el 23 de enero de 2022, superó a su difunta cuñada, la princesa Lilian, duquesa de Halland, como el miembro más longevo registrado de la familia real con 97 años y 192 días.
Marianne se ha destacado por su trabajo apoyando causas como la dislexia, las discapacidades físicas y el cuidado de la vista de los niños y como mecenas de las artes. Ha recibido dos doctorados honoris causa.

## Educación y vida profesional
Habiendo actuado en su adolescencia en un destacado teatro al aire libre (Fredriksdalsteatern) en su ciudad natal, Bernadotte probó y fue aceptada en la escuela de actuación del Royal Dramatic Theatre, la Royal Dramatic Training Academy, e hizo su curso completo de teatro entre 1945 y 1948. Entre semestres trabajó como azafata de autobús en giras por Alemania y Francia. Después de terminar su educación, trabajó como actriz Marianne Lindberg en el Teatro Real Dramático de Estocolmo durante once años, prefiriendo los papeles desafiantes a los glamorosos. Para su primero de los 25 papeles en ese escenario, seleccionada para actuar allí como su única graduada ese año, interpretó a Annie en la versión sueca de Life With Father. Entre sus directores se encontraban Olof Molander, Alf Sjöberg, Ingmar Bergman, Mimi Pollak y Göran Gentele, y algunos de los actores de sus obras fueron Jarl Kulle, Inga Tidblad y Mai Zetterling. También actuó en la película Kulla Gulla en 1956 con Hugo Björne y apareció en dos obras de teatro en la televisión sueca en 1957 y 1959. En sus memorias de 1986 describió su experiencia como actriz, escribiendo por ejemplo: "Junto con tu director y tus compañeros actores, encontrarás el camino hacia tu papel. Construyes tu propio pequeño mundo, un concentrado, donde cada uno invierte de sí mismo para mantener las piezas juntas y así poder ofrecer al público algo completo."
El teatro se cerró por reformas en 1956 y, tras abandonar el lugar, Bernadotte se formó en los grandes almacenes NK y se hizo cargo de su tienda de regalos. Unos años más tarde tomó cursos de Comunicación Cultural, Francés y Arte en la Universidad de Estocolmo, se convirtió en representante sueca de Sotheby's y en 1970 estudió cocina gourmet en Le Cordon Bleu de París. Después de la reconciliación de su marido con su suegro viudo, el rey Gustavo VI Adolfo, en los años 70, ella y el anciano rey sueco disfrutaron especialmente cocinando juntos.
En 1983, Marianne Bernadotte se graduó como Licenciada en Historia del Arte en la Universidad de Estocolmo. Sus trabajos académicos incluyeron trabajos sobre el artista y escultor vidriero Edvin Öhrström.
En julio de 2014 tuvo buenas críticas después de presentar el popular programa de radio Sommar en su 90 cumpleaños.

## Alta moda
Con su nuevo marido, Sigvard, Bernadotte conoció a Pierre Balmain en París en 1962. Se hizo particularmente amiga de Balmain y de su sucesor, Erik Mortensen, y de toda la vida, y ellos, al igual que otras casas de alta costura francesas, vestían a menudo con fines publicitarios prendas de corte fácil. Bernadotte en su último trabajo.
En 1985, Marianne Bernadotte fue nombrada una de las 10 mujeres mejor vestidas del mundo por la Chambre Syndicale de la Haute Couture de París junto a Gina Lollobrigida, la princesa Ira von Fürstenberg y la princesa Gersende d'Orléans.
El gusto de Bernadotte en la ropa fue apreciado y aclamado por varios de los mejores diseñadores suecos, como Pär Engsheden y Christer Lindarw. En 2017, Millesgården en Estocolmo tuvo una exposición de cuatro meses llamada CHANEL BALMAIN DIOR MARIANNE BERNADOTTE - En stilikon con una gran cantidad de los artículos más valiosos y únicos del guardarropa de alta costura de Bernadotte desde la década de 1960 en adelante, mezclados con los antiguos desnudos y estatuaria vestida. La exposición fue inaugurada por la sobrina nieta de Bernadotte, la princesa heredera Victoria, quien veinte años antes también había inaugurado con Bernadotte una exposición sobre el diseño del fallecido Sigvard Bernadotte en el Museo Nacional de Bellas Artes.

## Filantropía

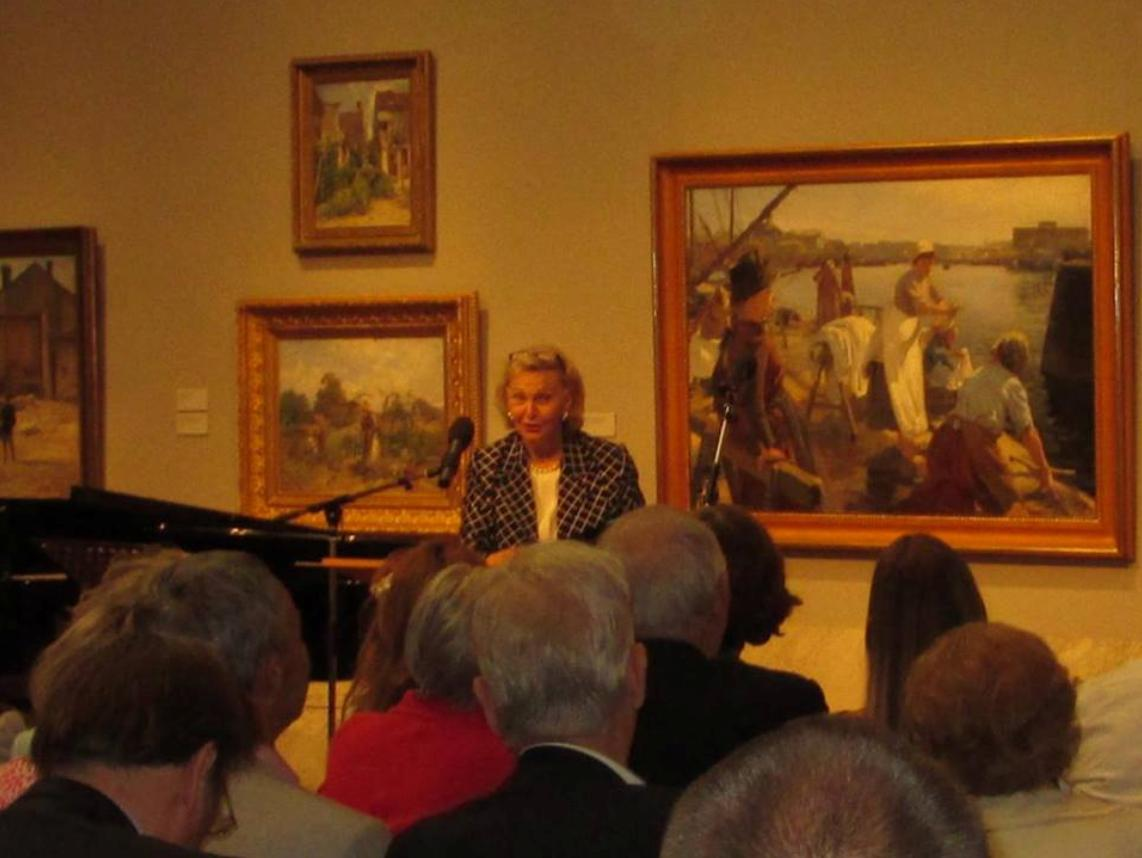
Princesa Marianne Bernadotte entregando los Premios Culturales Bernadotte 2016 Lugar: Waldemarsudde, Estocolmo, Suecia

Siguiendo el concepto de Noblesse obliga, desde los años 1960, Bernadotte se implicó profundamente en los ámbitos de las discapacidades físicas, la salud, la investigación y las artes.
Una de sus primeras implicaciones fue el trabajo de publicidad y financiación de la silla de ruedas eléctrica sueca Permobil diseñada por Per Uddén, quien ha acreditado sus esfuerzos por convertirla en líder en el campo y "crear libertad para cientos de miles de personas con problemas de movilidad en todo el mundo". 
En la década de 1980, Bernadotte se unió a varios profesores para lanzar una academia para coordinar la investigación internacional sobre la dislexia y apoyar a los investigadores jóvenes. Desde 2006 tiene un Doctorado Honorario del Instituto de Psicología de la Universidad de Bolonia en reconocimiento a sus contribuciones a la investigación de la dislexia. También es presidenta honoraria de la Fundación Sueca de Dislexia y de la Asociación Sueca de Dislexia y presidenta honoraria de la Academia Internacional de Remediación Rodin (Stilikon... p. 141).
En 1988, el profesor Gunnar Lennerstrand quiso fundar en Estocolmo un centro para el cuidado oftalmológico infantil. Bernadotte comenzó a recaudar fondos, consiguió valiosas obras de arte de amigos artistas y contó con la ayuda de otros miembros destacados de Stadsbrudskåren (Cuerpo de Mujeres Urbanas, al que pertenece desde su fundación en 1965) para una subasta en Bukowskis en 1990 que recaudó 1,2 millones de coronas suecas. . Justo antes de eso, ella y Sigvard Bernadotte habían fundado la Fundación de Investigación Sigvard & Marianne Bernadotte para el Cuidado de la Vista Infantil, que otorga subvenciones a investigadores y ha permitido documentar y tratar problemas oculares en niños prematuros. Desde 1992 la fundación ha concedido más de 20 millones de coronas suecas y también ha concedido un premio en nombre de Bernadotte a la investigación clínica. También fundó la Fundación Internacional de Investigación para Children's Eye Care Inc. y el Fondo de Becas Marianne Bernadotte para la Investigación y Educación Destacadas sobre la Dislexia y, a través de estos y otros compromisos cívicos, apoya activamente el servicio público y voluntario. Entre los más de 300 miembros de la Asociación de Amistad de la Pareja del Príncipe Sigvard Bernadotte y la Princesa Marianne Bernadotte se encuentran importantes empresarios suecos que también contribuyen considerablemente a estas organizaciones benéficas.
Bernadotte tomó una iniciativa similar al establecer la Fundación Bernadotte para el cuidado ocular infantil en Nueva York, para la cual grabó personalmente una presentación en video en inglés como Princesa Marianne Bernadotte en 2014 (usando el título de su difunto esposo cada vez más frecuente a nivel internacional). Eso comenzó con otra subasta benéfica, esta vez en Sotheby's, y banquetes de recaudación de fondos en varios lugares de Estados Unidos. En el Instituto Karolinska de Estocolmo creó los Laboratorios de Investigación de Oftalmología Pediátrica Sigvard y Marianne Bernadotte. En 1998, ese instituto le otorgó un doctorado honoris causa en Medicina, y está previsto que el Centro Marianne Bernadotte, fundado en 2013, se traslade a nuevas instalaciones desde su ubicación actual en el Hospital St. Eriks de Estocolmo.
En 1982, con motivo del 75 cumpleaños de su marido, éste no pidió más regalos que contribuciones financieras al recientemente fundado Marianne & Sigvard Bernadotte Arts Fund, que concede becas anuales a jóvenes estudiantes de música, teatro, diseño y arte, permitiendo a los jóvenes artistas desarrollar su talentos al principio de sus carreras. Entre los homenajeados que han tenido éxito se encuentran los actores Rikard Wolff, Björn Kjellman y Melinda Kinnaman, y los diseñadores Behnaz Aram y Sandra Backlund. Bernadotte presenta personalmente estos talentos cada año en una ceremonia muy concurrida en Estocolmo el 7 de junio, día del cumpleaños de Sigvard, y les entrega sus becas. A la ceremonia de premiación del vigésimo aniversario en 2012 asistieron su sobrino nieto, el príncipe Carlos Felipe, duque de Värmland, así como la reina Noor de Jordania y la ex emperatriz Farah de Irán. A los 92 años decidió que el evento de 2017 debería tener lugar en el castillo de Uppsala, en el 110.º aniversario del nacimiento de Sigvard como príncipe de Suecia y duque de Upland (Bjers p. 31).
Desde la muerte de Sigvard en 2002, las organizaciones benéficas han dependido plenamente del compromiso continuo de Marianne Bernadotte con ellas y de su "contundencia, imaginación, iniciativa, resistencia y encanto" (Werkelid, págs. 10-11).

## Matrimonio y familia
Bernadotte nació y creció en Helsingborg, Suecia, hija de Helge Lindberg y su esposa Thyra Dahlman. Sus padres se divorciaron cuando ella era una niña y luego perdió el contacto con su padre durante muchos años, lo que ella describió como doloroso, al mismo tiempo que admiraba mucho a su fuerte madre por hacerse cargo de ella y de su hermano. Su hermano Rune Lindberg padecía dislexia antes de que se entendiera el problema, y eso, sumado a su descubrimiento mucho más tarde de que miembros de la familia real sueca también luchaban contra la aflicción, llevó a su gran interés en el tema. La muerte de su segundo hijo cuando era bebé, que quedó ciego antes de morir por complicaciones de la vacunación, aumentó su interés por la vista de los niños y los problemas relacionados con muchos casos de dislexia.
Su primer matrimonio en 1947, mientras trabajaba como actriz en Dramaten, fue con Gabriel "Toto" Tchang (1919-1980), hijo de un ex embajador chino en Suecia, de quien se divorció en 1957. Tuvieron tres hijos:
- Robert Gabriel Tchang (1948-2012)
- Richard Antoine Tchang (1950-1952)
- Marie Gabrielle "Marielle" Tchang Lagergren (nacida en 1953)

Se casó, en segundo lugar, el 30 de julio de 1961 en Estocolmo, con el antiguo príncipe sueco Sigvard Bernadotte (segundo hijo del rey Gustavo VI Adolfo y de su primera esposa, la princesa Margarita de Connaught), a quien había conocido mucho antes, cuando él diseñaba escenografía en Dramaten. y nuevamente en 1957 cuando vio a amigos en común en Båstad. El 2 de julio de 1951, Sigvard (llamado personalmente para él y su esposa como Príncipe Bernadotte), fue admitido en la nobleza de Luxemburgo y la Gran Duquesa Charlotte le otorgó el título hereditario de Conde de Wisborg para él, su esposa y sus descendientes maritales. [8]
El hotelero sueco Bicky Chakraborty está casado con la hermana de Bernadotte, Ylva. Tiene varios nietos y un bisnieto.

## Honores
- 29/08/1967 Medalla del 85.º cumpleaños del rey Gustavo VI Adolfo
- 30/04/1996 Medalla insignia del 50 cumpleaños del rey Carlos XVI Gustavo
- 8/06/2010   Medalla de boda de la princesa heredera Victoria y Daniel Westling
- 23/08/2013   Medalla de la Insignia del Jubileo de Rubí del Rey Carlos XVI Gustavo
- 30/04/2016 Medalla del 70.º cumpleaños del rey Carlos XVI Gustavo
- 15/09/2023 Medalla del Jubileo de Oro del ascenso al trono de Suecia